# هنريك جنسن
هنريك جنسن (بالدنماركية: Henrik Jensen)‏ (و. 1959  م) هو لاعب كرة قدم، ومدرب كرة قدم، من الدنمارك، ولد في كوبنهاغن، يلعب كمهاجم.

## روابط خارجية
- هنريك جنسن على موقع قاعدة بيانات كرة القدم.إي يو (الإنجليزية)
- هنريك جنسن على موقع ناشيونال فوتبول تيمز (الإنجليزية)